# 2022年日本

## 政府

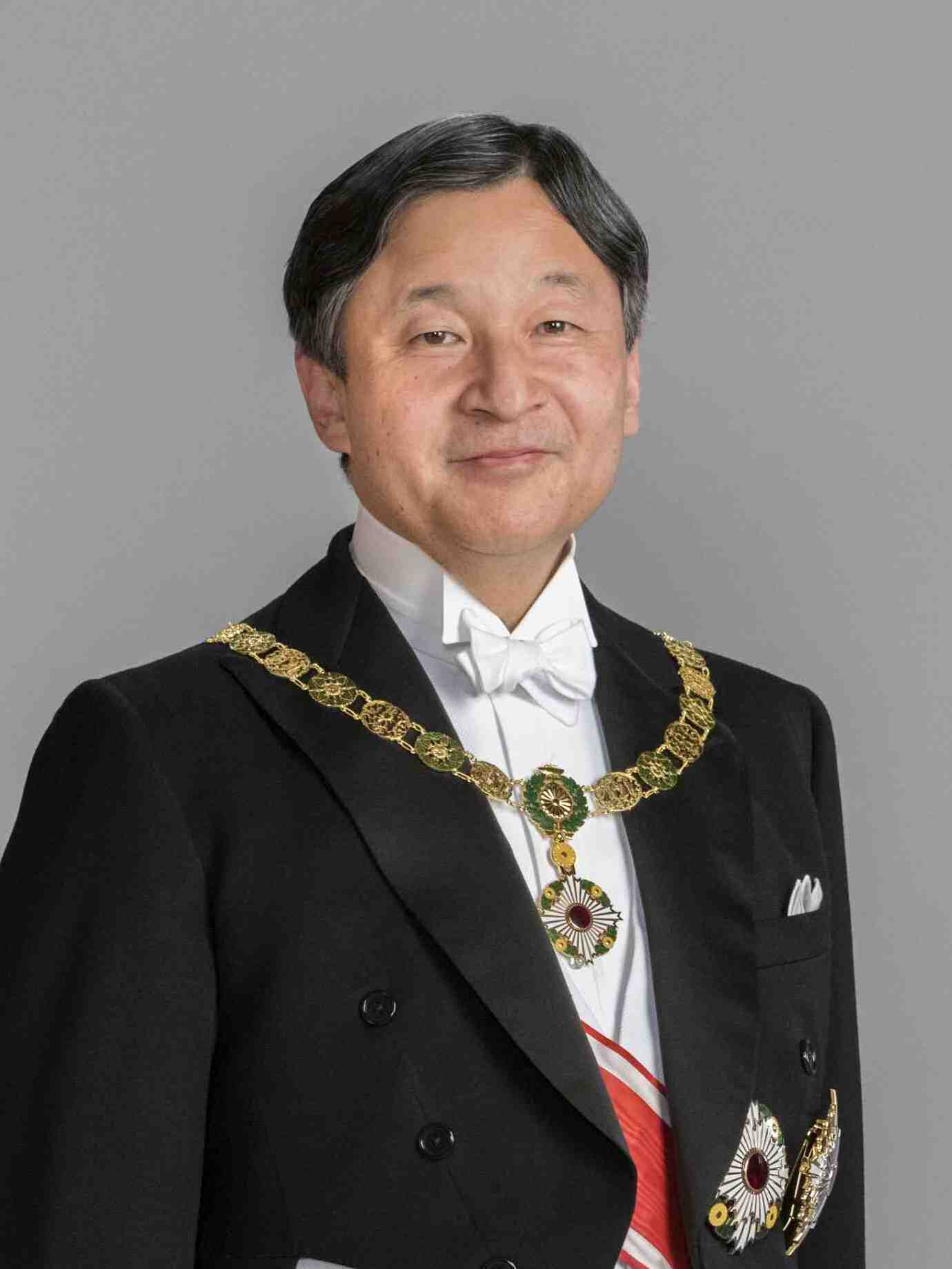
天皇：德仁
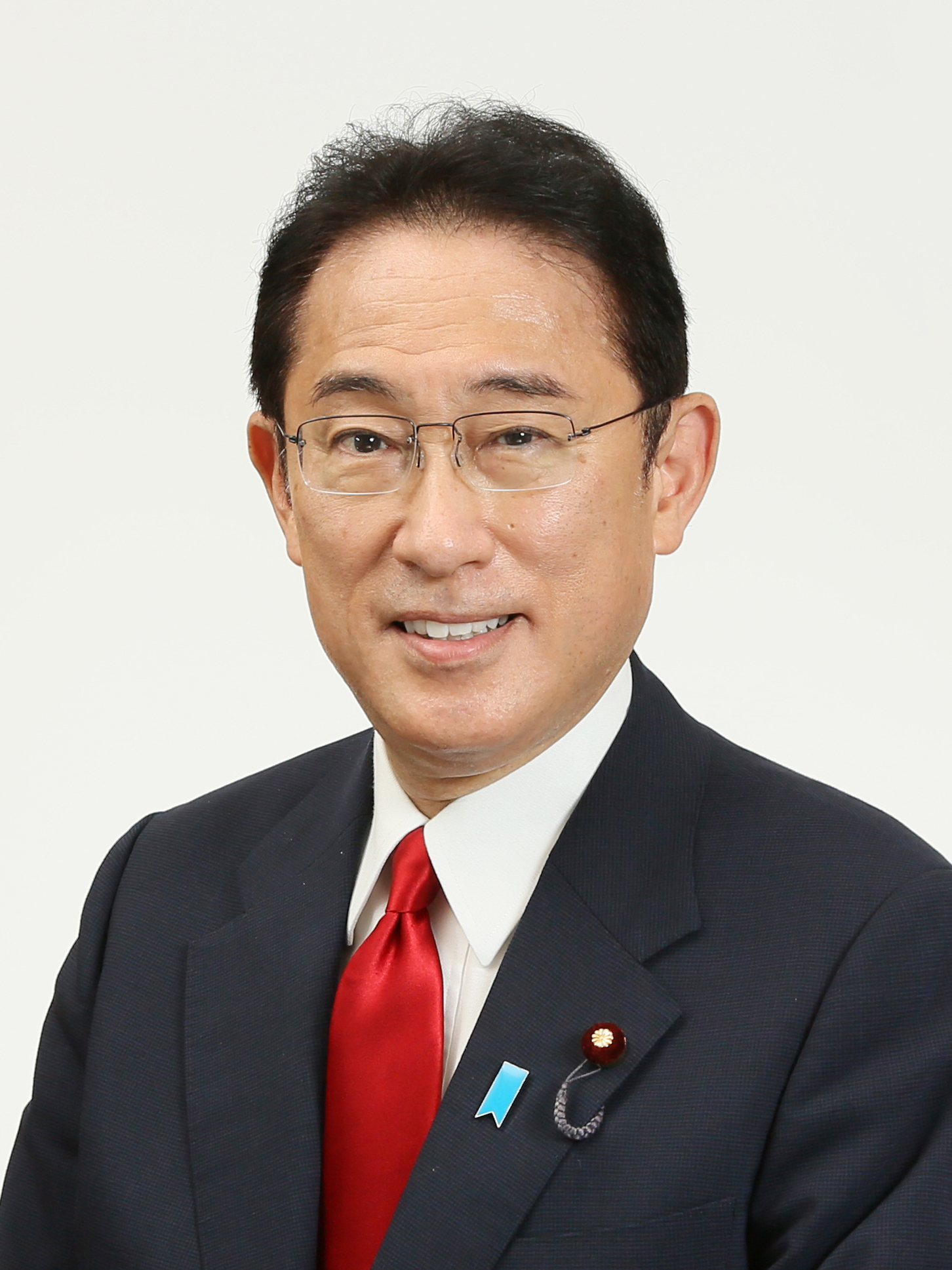
內閣總理大臣：岸田文雄
副總理：懸空（岸田內閣不設副總理）
内阁官房长官：松野博一
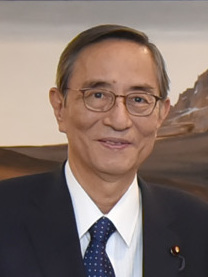
眾議院議長：细田博之
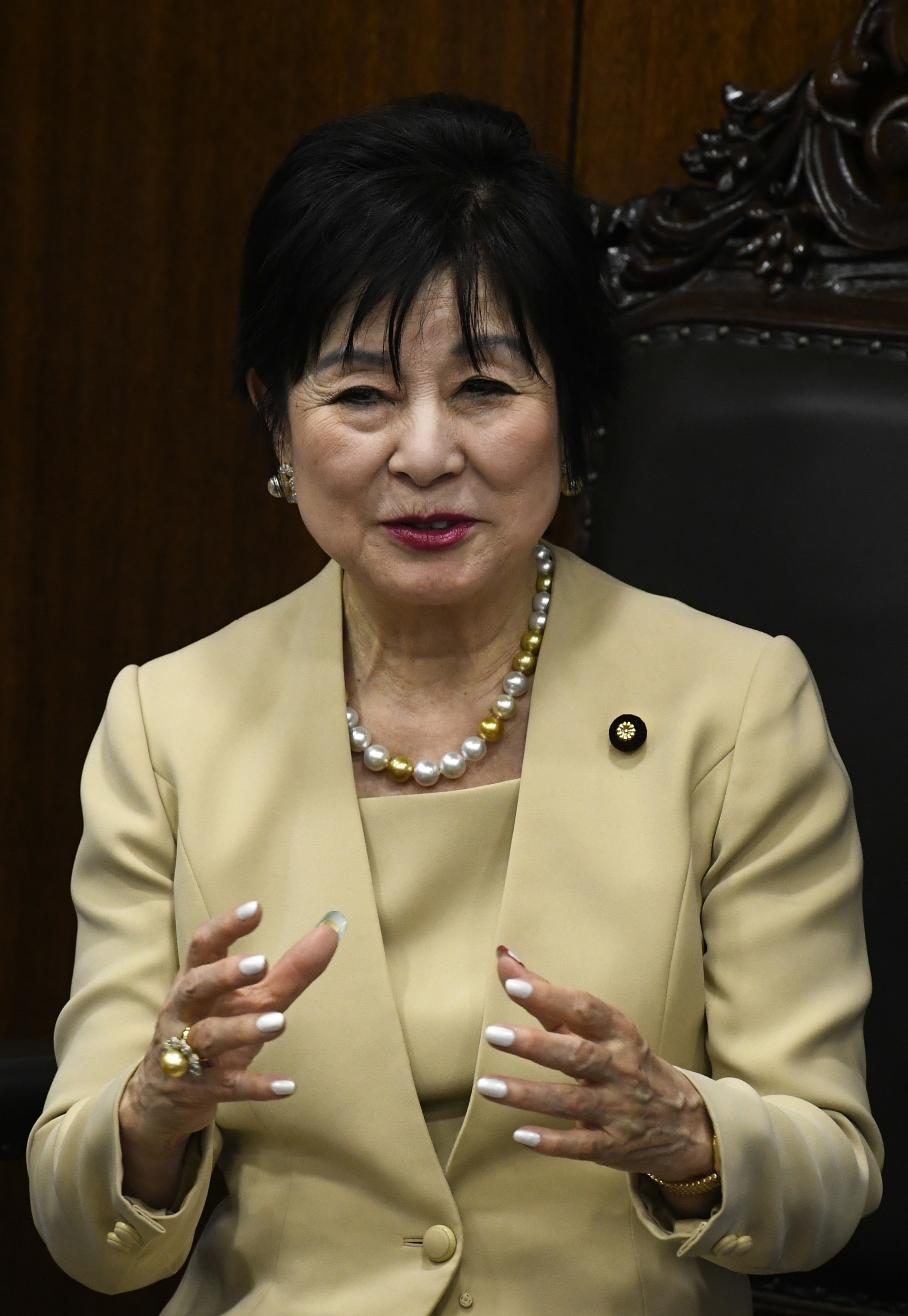
參議院議長：山東昭子

## 大事时序

### 3月
- 3月6日：东映动画公司內联网遭到「第三方入侵」，服务器和电脑的部分数据被勒索病毒加密，該社採取了停止部分內部系統和限制外部訪問等措施，因此動畫製作進度受到影響，多部東映動畫需要延遲播放。
- 3月16日：福島地震。3人死亡。

### 4月
- 4月23日：北海道观光船沉没事件。

### 7月
- 7月8日：前內閣總理大臣安倍晉三於奈良市大和西大寺站演講時遇刺身亡。[1][2][3]
- 7月10日：第26届日本参议院议员通常选举[4]。

### 8月
- 8月22日：名古屋巴士事故。造成2人死亡，7人受傷[5][6]。